# Glitter (film)
Glitter is een Amerikaanse dramafilm uit 2001 met in de hoofdrol Mariah Carey. 

## Plot
De film volgt Billie Frank die een carrière als zangeres wil opbouwen.

## Ontvangst
De recensies voor de film waren heel erg slecht en de film wist slechts 5 miljoen dollar van zijn budget van 20 miljoen dollar terug te krijgen.
De film was genomineerd voor zes Razzies en won de prijs voor Slechtste actrice.

## Rolverdeling
- Mariah Carey - Bilie Frank
- Max Beesley - Julian "Dice" Black
- Terrence Howard - Timothy Walker
- Da Brat - Louise
- Tia Texada - Roxanne
- Eric Benét - Rafael